# Колозими
Коло̀зими (на италиански: Dicomano, на местен диалект Culuàsimi, Кулуазими) е село и община в Южна Италия, провинция Козенца, регион Калабрия. Разположено е на 870 m надморска височина. Населението на общината е 1286 души (към 2012 г.).